# Konrad Birek
Konrad Birek (ur. 2 grudnia 1981 w Wołominie) – polski szef kuchni, członek Fundacji Klubu Szefów Kuchni, współautor książki kulinarnej „Birkowie od kuchni”, prawa ręka Roberta Sowy w jego Studiu Kulinarnym.

## Życiorys
Pochodzi ze znanej rodziny polskich kucharzy. Ojciec (Stefan Birek – wiceprezes Ogólnopolskiego Stowarzyszenia Szefów Kuchni i Cukierni), matka (Maria Birek – Cukiernia Wiśniewscy), i dwaj jego bracia (Łukasz, Mateusz) zawodowo związani są z kulinariami. Do rodziny należą także szefowie Przemysław (szef kuchni Ambasady Danii w Polsce), Grzegorz Birek (Sous Chef HILTON WARSAW HOTEL) oraz Marcin Chojecki (AleGloria – restauracja Magdy Gessler).
Absolwent technikum gastronomicznego przy ul. Poznańskiej w Warszawie oraz Wyższej Szkoły Hotelarstwa i Gastronomii w Poznaniu.
W 2001 roku zdobył III miejsce w najbardziej prestiżowym konkursie branży gastronomicznej – Kulinarnym Pucharze Polski. W 2002 wygrał konkurs Polish Prestige Hotels o tytuł Profesjonalisty Roku oraz Mistrzostwa Polski w Potrawach z Ryb „Sielawa Blues” w Starych Jabłonkach. Pracował jako Chef de partie m.in. w warszawskich hotelach Marriott oraz Jan III Sobieski. Był także z-cą szefa kuchni w hotelu Best Western w Jersey.
Specjalizuje się w kuchni śródziemnomorskiej oraz tradycyjnej kuchni angielskiej.

## Media
- Stale współpracuje z tygodnikiem kulinarnym Gazety Wyborczej – Palce Lizać (Cielęcina kocha cytrusy 24.09.2011, Oskarowa Kuchnia 23.02.2011, Rozgrzewające zupy 04.01.2011, Wiwat cytrusy 23.12.2011, Angielski smak świąt 21.12.2011)[2]
- Wraz z Polskim Radiem organizuje warsztaty, pokazy, szkolenia, gotowanie podczas ich letnich tras koncertowych Lato z Radiem.
- Regularnie prezentuje autorskie dania w ramach przepisu dnia dla programu Kawa czy herbata? na antenie TVP1.
- Wraz ze swoją rodziną stworzył autorską, bogato ilustrowaną książkę Birkowie od kuchni[3] zawierającą zbiór ciekawych przepisów, porady, kulinarne opowieści, anegdoty oraz przepisy gwiazd programu Kawa czy herbata?.